# Новый Союз
«Новый Союз» — постапокалиптическая ролевая игра от украинской компании Best Way и издаваемая 1С-СофтКлаб.
Выход предполагался на PC и, возможно, для Xbox 360. В 2014 году разработка игры была заморожена.

## Сюжет
Главный сценарист игры — Алекс Зорич.
В 1962 году в ходе Карибского кризиса началась Третья Мировая война между СССР И США. В ходе конфликта было применено ядерное оружие. Следствием его применения стало уничтожение человеческой цивилизации. Однако советское руководство заранее подготовилось к ядерному конфликту, выстроив на территории СССР сеть бункеров. Благодаря этому удалось сохранить советское правительство и значительную долю населения. Действия самой игры должны были развернуться в 2012 году на территории Московской области. Главный герой — Александр Лаврин, офицер ВВС, участвовавший в бомбардировке Флориды. Главная задача героя — добраться до столицы Нового Союза Победограда и получить дальнейшие распоряжения от советского правительства.
Противниками героя должны были стать бандиты и различные мутанты. Главный герой мог обзавестись напарником. Так же в игре планировались радиационные поля и некие аномалии.

## Технология
Игра использует улучшенный движок GEM engine, доставшийся от серии В тылу врага.

#### Отмена игры
29 марта 2014 года в интернете появилась информация от основателя Best Way Дмитрия Морозова, который сообщил, что издатель «1С-СофтКлаб» отменил разработку игры Новый Союз.